# Heliolonche dysseteta
Heliolonche dysseteta là một loài bướm đêm trong họ Noctuidae.